# Polymorphus botulus
Polymorphus botulus is een soort in de taxonomische indeling van de Acanthocephala (haakwormen). De worm wordt meestal 1 tot 2 cm lang. Ze komen algemeen voor in het maag-darmstelsel van ongewervelden, vissen, amfibieën, vogels en zoogdieren.
De haakworm komt uit het geslacht Polymorphus en behoort tot de familie Polymorphidae. Polymorphus botulus werd in 1916 beschreven door Harley Jones Van Cleave.